# Cerkiew Wniebowstąpienia Pańskiego we Lwowie (Lewandówka)
Cerkiew Wniebowstąpienia Pańskiego – cerkiew greckokatolicka przy ulicy Szerokiej 81a we Lwowie na Lewandówce. 
Przed 1990 na Lewandówce znajdowała się jedynie cerkiew świętych Andrzeja i Jozafata, ale nie była w stanie pomieścić wszystkich wiernych. W związku z tym podjęto decyzję o budowie nowej świątyni, kamień węgielny poświęcił abp Wołodymyr Sterniuk w 1992. Budowa nowej cerkwi według projektu Mykoły Rybenczuka rozpoczęła się rok później i trwała dziewięć lat. W 2002 miała miejsce pierwsza liturgia.